# Bernhard Riedmiller

Bernhard Riedmiller (1809)

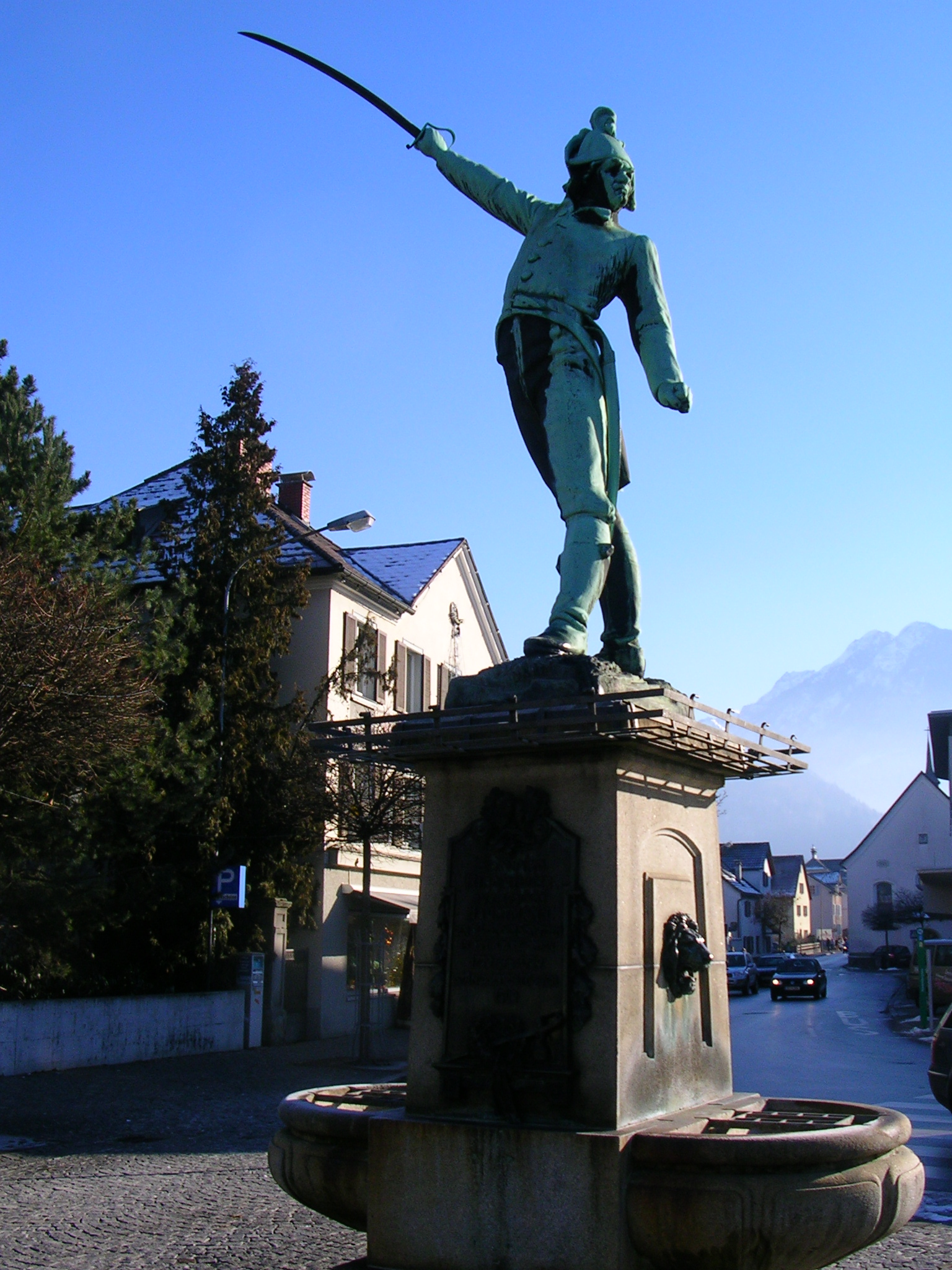
Riedmiller-Denkmal in Bludenz (errichtet 1905)

Bernhard Riedmiller (* 5. Juni 1757 in Illerbachen; † 11. Jänner 1832 in Wien) war ein Gastwirt in Bludenz (Vorarlberg) und einer der Aufständischen um den Tiroler Freiheitskämpfer Andreas Hofer.

## Leben
Riedmiller stammte aus einer wohlhabenden Bauernfamilie in Illerbachen, einem Teilort der Gemeinde Berkheim unweit von Memmingen im Illertal. Seine Eltern, Josef Riedmiller und Franziska Gropper waren vermögende bäuerliche Grundbesitzer und hatten neun Kinder, wovon Bernhard das vorjüngste war.
1782 heiratete er Cäzilia Wilburger.
Als in Bludenz das in Konkurs geratene Kronenwirtsgut des Bürgermeisters Johann Josef Berchtel zum Verkauf ausgeschrieben wurde, übersiedelte er 1789 als Kronen-Wirt. Sein Anwesen mit vielen Gütern war damals das angesehenste Wirtsgeschäft der Stadt.
In den Kriegsjahren 1796 und 1799 führte er als Hauptmann eine Bludenzer Schützenkompanie in den Abwehrkämpfen gegen die Franzosen unter Napoleon. 
1809 wurde er zu einem der acht Landesverteidigungsmajore ernannt und war im Zuge des Österreichisch-Französischen Krieges am Bodensee in führender Rolle beteiligt bei der Eroberung Lindaus und der Belagerung der Stadt Konstanz. Er war einer der militärischen Führer der Vorarlberger Volkserhebung 1809.
Nach der Kapitulation der Vorarlberger Aufständischen musste Riedmiller im August 1809 nach Tirol fliehen. Er schloss sich dort Andreas Hofer an und nahm am 13. August 1809 an der dritten Schlacht am Bergisel teil. 
Bernhard Riedmiller erhielt die Große Tapferkeitsmedaille und Ehrenmedaille in Gold.
Nach dem Zusammenbruch des Tiroler Aufstandes floh er in die Schweiz, lebte später in Böhmen und verstarb am 9. Jänner 1832 in Wien.

## Denkmal
Mit seiner Herkunft aus Illerbachen konnte der „Schwabe Riedmiller“ lange Zeit nicht als Vorarlberger Volksheld fungieren. Außerdem war er nie Anführer des ganzen Landes gewesen, sondern Kommandant eines Schützenbataillons.
Heute erinnert der 1905 von Georg Matt gestaltete Riedmiller-Brunnen in Bludenz an die Verdienste Riedmillers für die Region.